# Славој Жижек
Славој Жижек (Љубљана, 21. март 1949) је словеначки филозоф, културни критичар и теоријски психоаналитичар. Познат је по својој интерпретацији и надградњи теорије психоанализе Жака Лакана, коју је применио на поп културу и социологију. Сврстава се у филозофе постструктурализма. Такође припада групи мислилаца инспирисаних марксизмом.

## Биографија
Жижек је стекао докторат из филозофије на Универзитету у Љубљани, а психоанализу је студирао у Паризу (Université de Vincennes à Saint-Denis).
Од 2005. је академик Словеначке академије наука. Данас ради као истраживач на Социолошком институту Универзитета у Љубљани. Често је гост универзитета широм света (САД: Принстон, Колумбија).
Жижек је један од најплоднијих филозофских писаца данашњице. Написао је више од 100 књига и преко 900 радова укупно. Пише на словеначком, француском и енглеском језику.
Неке од тема којима се бави су: фундаментализам, толеранција, политичка коректност, глобализација, субјективност, људска права, митови, сајберспејс, постмодернизам, мултикултурализам, постмарксизам, и личности попут Алфреда Хичкока, Дејвида Линча и Лењина.

## Одабране књиге
- Знак, означитељ, писмо, Београд, Младост, 1976.
- Бирократија и уживање, Београд, Радионица СИЦ, 1984.
- Метастазе уживања, Београд, И. Чоловић : С. Глишић : И. Меснер, 1996.
- Мање љубави - више мржње!: или, зашто је вредно борити се за хришћанско наслеђе, Београд, Београдски круг, 2001.
- Шкакљиви субјект: одсутно средиште политичке онтологије, Сарајево, Шахинпахић, 2006.
- Недјељиви остатак: оглед о Шелингу и сродним питањима, Загреб, Деметра, 2007.
- Испитивање реалног, Нови Сад, Академска књига, 2008.
- О насиљу, Загреб, Наклада Љевак, 2008.
- Чудовишност Христа: теологија и револуција, Београд, Откровење, 2009.
- Како читати Лакана, Лозница, Карпос, 2012.

## Филмови
- Перверзњаков водич кроз биоскоп, 2006.
- Ванземаљац, Маркс и компанија - Славој Жижек, један портрет, 2006.
- Жижек!, 2005. (Žižek!)
- Реалност виртуелног, 2004. (The Reality of the Virtual)
- Перверзњаков водич кроз идеологију, 2012.